# Józef Cząstka
Józef Stanisław Cząstka ps. „Kotwicz” (ur. 1 lutego 1905 w Krościenku Niżnym, zm. 16 marca 1988 w Rudzie Śląskiej) – kapitan piechoty Wojska Polskiego.

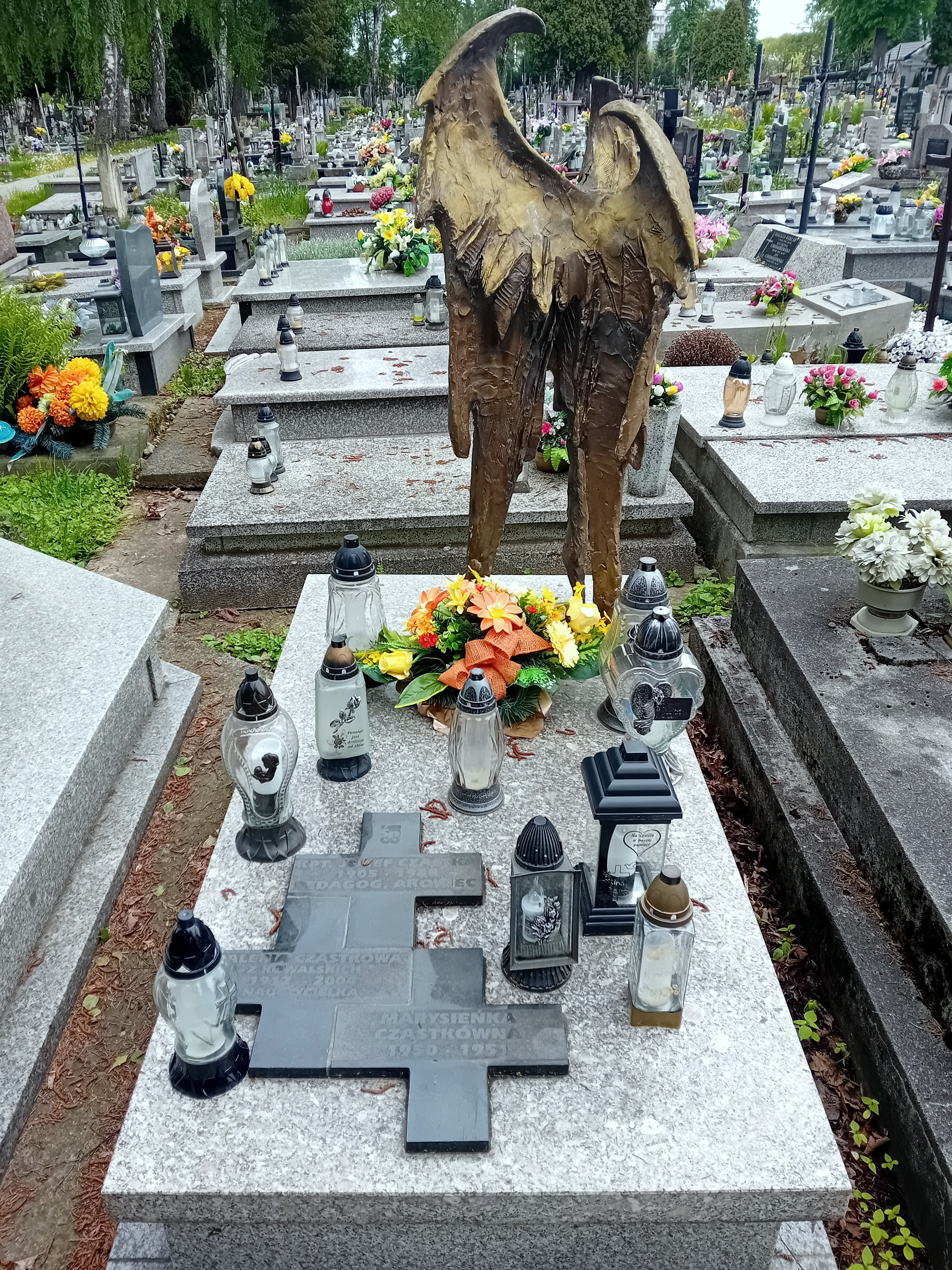
Grobowiec rodzinny Józefa Cząstki

## Życiorys
W 1920, w wieku piętnastu lat, wziął udział w wojnie z bolszewikami. Ukończył Seminarium Nauczycielskie Męskie w Krośnie oraz Instytut Nauczycielski w Katowicach. Od 1925 związany był zawodowo ze szkolnictwem Górnego Śląska. 
Mianowany podporucznikiem ze starszeństwem z 1 września 1929 w korpusie oficerów rezerwy piechoty. W 1934 pozostawał w ewidencji Powiatowej Komendy Uzupełnień w Pszczynie i posiadał przydział mobilizacyjny do 3 pułku Strzelców Podhalańskich w Bielsku. Na stopień porucznika został mianowany ze starszeństwem z 1 stycznia 1936 i 78. lokatą w korpusie oficerów rezerwy piechoty.
W kampanii wrześniowej 1939 walczył jako dowódca plutonu. Po ucieczce z niewoli niemieckiej przedostał się do Krosna. W czasie okupacji był oficerem Związku Walki Zbrojnej, a następnie Armii Krajowej. Był organizatorem i pierwszym komendantem Obwodu Krosno. Przyczynił się do zorganizowania drukarni i kolportażu pierwszej konspiracyjnej gazety „Reduta”. W 1941 pełnił funkcję oficera łącznikowego Komendy Inspektoratu ZWZ Jasło. We współpracy z Tajną Organizacją Nauczycielską prowadził dziewięcioosobowy zespół nauczający starsze klasy szkoły powszechnej oraz szkoły zawodowej. W 1944, w czasie akcji „Burza” dowodził krośnieńsko-brzozowskim batalionem 6 pułku Strzelców Podhalańskich AK. 
Po wojnie uczył w szkołach Górnego Śląska. W 1970 przeszedł na emeryturę. Zmarł 16 marca 1988 w Rudzie Śląskiej-Bielszowicach. 30 maja 2007 odsłonięto tablicę pamiątkową pamięci kpt. Józefa Cząstki na jego rodzinnym domu przy ul. Powstańców Warszawskich w Krośnie. W 2008 jego prochy zostały przeniesione na Cmentarz Komunalny w Krośnie.

## Ordery i odznaczenia
- Krzyż Kawalerski Orderu Odrodzenia Polski
- Krzyż Walecznych
- Krzyż Zasługi z Mieczami
- Złoty Medal Pamiątkowy za Wojnę 1918–1921
- Medal „Za udział w wojnie obronnej 1939”;
- Krzyż Armii Krajowej
- Krzyż Partyzancki
- Medal Komisji Edukacji Narodowej